# 利亚姆·米勒 (1981年)
利亚姆·威廉·彼得·米拿（英語：Liam William Peter Miller；1981年2月13日—2018年2月9日），愛爾蘭職業足球員，司職中場。
米拿出生於愛爾蘭科克，父親是蘇格蘭人而母親是愛爾蘭人，已婚及有兩名兒子和一名女兒。

## 運動生涯

### 球會
些路迪
米拿在1997年以青年球員身份加盟些路迪。並在2000年5月21日在對登地聯的聯賽中首次為一隊上陣。2001/02年球季他曾一度被外借至丹麥球會阿曉斯（AGF Aarhus）6個月，期間上陣18次，沒有取得入球，但阿曉斯仍出價30萬英鎊希望收購米拿。
他在2003年10月18日對赫斯的比賽中首次取得入球，並梅開二度，包辦首尾兩個入球大勝5-0。2003年米拿後補入替在歐聯分組賽主場對里昂先開紀錄，為球隊鎖定2-0勝局，領隊馬田·奧尼爾希望用長約留著米拿。他共為些路迪上陣26次並取得兩個入球。
曼聯
雖然些路迪有意跟米拿續約，但他在2004年1月跟曼聯簽訂預約協議（pre-contract agreement），於同年7月免費加盟。他的離開令不少些路迪球迷感到憤怒，認為他背叛球隊在他長期受傷時對他的照顧。他在10月26日聯賽盃對克魯的比賽中取得首個曼聯入球。但是，接近季尾，他的上陣機會開始減少，他共為曼聯上陣22次，取得兩個入球。
在2005年11月4日，米拿被外借至列斯聯三個月，及後延長至季尾。他在2005年11月14日取得入球，協助球隊4-3擊敗修咸頓。他並協助球隊打入英冠升班附加賽，準決賽兩回合累計3-1淘汰普雷斯頓，可惜決賽卻以0-3不敵屈福特。他共為列斯聯上陣28次，取得1入球。
在2006年7月，開始傳出米拿快要離開曼聯。在南非的季前熱身賽對奧蘭多海盜（Orlando Pirates）時，即使在眾多球員缺陣也只獲後備，更令傳聞傳得更響。
新特蘭

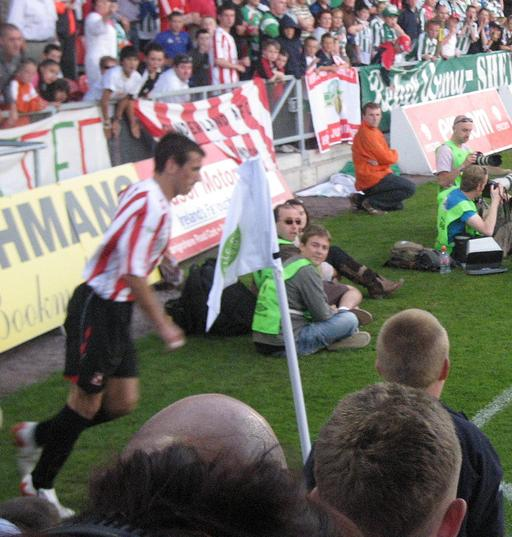
米拿在新特蘭季前愛爾蘭熱身賽出戰科克城

在2006年8月31日，米拿免費加盟由前隊友堅尼帶領英冠球會新特蘭，簽約三年。他在9月9日以2-1擊敗打比郡的聯賽中首次為新特蘭上陣，在接著對列斯聯的比賽中取得首個入球。2007年1月6日在足總盃對普雷斯頓，米拿在上半場37分鐘領得第二面黃牌而被逐離場，是他足球生涯取得的首面紅牌，新特蘭最終負0-1被淘汰。
新特蘭在2006/07年球季獲得英冠冠軍重返英超，米拿在2007年9月22日第125次「蒂斯-威爾打比」（Tees-Wear derby）取得效力新特蘭以來首個英超入球，在完場前扳平2-2賽和東北對手米杜士堡。12月8日新特蘭以0-2負於車路士，他因推跌比沙路而被球證禾頓（Peter Walton）驅逐離場。
米拿在2008年2月27日曾因紀律問題及經常遲到操練而被掛牌出售，有傳他會轉投美國職業足球大聯盟球隊多倫多FC。他在2008/09年球季成了邊沿球員，僅上陣三次。
2009年1月14日新特蘭新任領隊歷奇·沙比亞透露米拿可能被外借到英冠球隊昆士柏流浪直到球季結束。
昆士柏流浪
在2009年1月16日，米拿在無透露轉會費下轉會英冠球會昆士柏流浪，簽約至季尾。5月19日被通知季後約滿不續，期間在上陣13場，包括11場正選，未有取得入球。
喜百年
2009年9月11日米拿回歸蘇超，加盟喜百年，簽約兩年。米拿初時表現出色，更獲選10月份「蘇超每月最佳球員」，惟踏入2010年後狀態下滑，於新任領隊（Colin Calderwood）上場後便被投閒置散。
於2011年夏季約滿的米拿表示希望留效喜百年，但雙方未能就新約達成協議，最終米拿於2011年6月3日轉投澳職聯球會珀斯光輝，簽約兩年。

### 國家隊

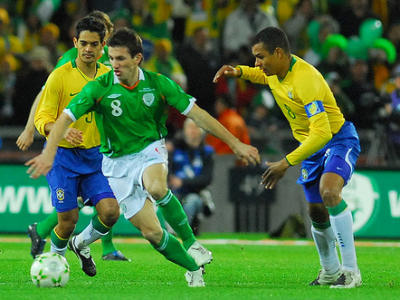
米拿代表愛爾蘭出戰巴西

利米拿在效力些路迪時已是愛爾蘭U-21的主力，更曾擔任隊長。2004年歐洲U-21足球錦標賽外圍賽，愛爾蘭主場2-1擊敗阿爾巴尼亞U-21取得分組初賽首場勝仗，作為隊長的米拿在較早前主場對瑞士U-21及作客對阿爾巴尼亞U-21分別領得黃牌，理應停賽，但愛爾蘭U-21主帥唐·基雲斯（Don Givens）沒有察覺，仍然派遣米拿上陣，賽後愛爾蘭足球協會寫信向歐洲足協承認錯誤及道歉，在下一場主場對格魯吉亞U-21停派米拿上陣，最終仍被判罰以0-3敗陣。
米拿在2004年3月31日在對捷克首次代表愛爾蘭大國腳。他在對瑞典取得首個國際賽入球。

## 逝世
2017年11月，米拿公開宣布他罹患胰臟癌正於猶他州首府鹽湖城接受化學治療。2018年2月9日，距他37歲的生日僅僅4天前，因病於愛爾蘭離世。

## 外部連結
- （英文）足球数据库：利姆米拿的球员统计数据
- （英文）利姆米拿新特蘭官方球員介紹（页面存档备份，存于）
- （英文）愛爾蘭足總官網簡歷（页面存档备份，存于）